# Фоча
Фоча (Србиње од 1994. до 2004) је насељено мјесто и сједиште истоимене општине у Републици Српској, БиХ. Према коначним подацима пописа становништва 2013. године, у насељеном мјесту Фоча укупно је пописано 10.831 лица.
Фоча је и универзитетски град. Поред Медицинског факултета налази се и Православни богословски факултет Свети Василије Острошки. Сједиште је и Планинарског савеза Републике Српске. У Фочи се налази православна Црква Светог оца Николаја и Храм Светог Саве, који представља највећи православни храм у БиХ.

## Име кроз историју
На месту данашње Фоче некада је било српско село Радовина. У средњем вијеку Фоча се звала Хоча или Хотча. По одлуци Народне скупштине Републике Српске на сједници од 30. децембра 1993. године (Сл. гласник РС 25/93) назив је промијењен у Србиње. Оба имена су словенског поријекла, а 2004. године град је поново назван Фоча.

## Географија
Фоча је смјештена у југоисточном дијелу земље у близини границе према Црној Гори, недалеко од Рашке области у Србији, на сјеверу данашње источне Херцеговине, на изворишту ријеке Дрине. У временима до уназад стотинак година увијек су је сматрали простором Старе Херцеговине, након Берлинског конгреса, а нарочито послије Другог свјетског рата, била је присутна тенденција премјештања тог цијелог простора у Босну. Фоча је по свим особинама, историјским, географским, етничким, културним, језичким и др. ареал херцеговачки, јер се он простире на много већем простору у Старе Херцеговине.
У општини Фоча налази се највиши врх Републике Српске, БиХ (планина Маглић, 2.386 m), чији поједини дијелови припадају највишем планинском подручју у Републици Српској, БиХ, од чега неколико висова премашује 2.000 m надморске висине; једином прашумом у Републици Српској, БиХ и највећом у Европи — Перућицом која се налази у оквиру Националног парка Сутјеска, гдје се у још увијек нетакнутом резервату природе налазе највећи европски узорци јеле (63 м) и оморике (65 м), те капитални примјерци букве, као и засигурно најљепши водопад у БиХ Скакавац; омеђену с југоистока јединственим кањоном ријеке Таре, који је на територији државе Црне Горе по дубини највећи у Европи и други у свијету, одмах иза Великог кањона Колорадо у САД; већим бројем природних планинских језера и великим бројем још увијек незагађених ријечних токова, што је утицало на чињеницу да постане омиљено окупљалиште поклоника сплаварења и рафтинга, планинарења, лова и риболова и оних који уживају у нетакнутим природним љепотама. У овом преосталом острву исконске природе живи сваколик свијет флоре и фауне, па је због тога проглашен строго заштићеним резерватом.

## Клима
Клима у Фочи је умјерено континентална. Одликују је топла љета и хладне зиме. Просјечна јануарска температура је 1 °C , док је јулска 19 °C. Просјечна годишња температура се креће око 10 °C.

## Историја
Дуга, богата и занимљива је хроника историјских збивања везаних за Фочу и његову околину. Писани документи говоре да је овај град са развијеном трговином постојао још 1368. године и да је кроз њега пролазио каравански „Дубровачки пут“ повезујући Јадран са сјевером земље. Ту се састајао цариградски пут са оним из Дубровника и Сплита.
Насеље је до 1376. године било у саставу Рашке, а затим прелази у састав Босне, у време Твртка I. Као трговачко насеље, јавља се у време Херцег Шћепана, под именом „Хотча” (Chozza по италијански, или чак Gotzei, а Фуџа - по турски). На месту где се улива Ћехотина у Дрину, каже се да нема никаквог (утврђеног) „града”, већ су ту само дрвене куће. Трговачки друм је од царинарнице Тјентишта стизао до изнад Фоче, где се прелазио дрвени мост (1621). Улазило се у град, па продужавало на исток до у место Брезницу, која ће се под Турцима прозвати Пљевља. Од Дубровника се ишло („рачунало”) до Фоче пет дана. Недалеко од Фоче, на осам километара је Устиколина, где је некад био важан град (остале развалине), и ту се 1399. године јавља дубровачка колонија, а 1413. године и царинарница. Путници су у Фочи морали показати исправе и ствари које носе.
Свој развој као оријенталне вароши Фоча почиње од турског освајања 1465. године. Тај део босанске територије отет од Херцег Шћепана, Турци су звали „Босанско Крајиште”, чији је главни град био Фоча. У 15. веку место се звало „Хоча”, па се јавља презиме „Хочанин”. Погодност је била у томе што је ту било седиште Херцеговачког санџака, између 1470—1572. године. Пописано је под Турцима 1477. године у Фочи: 277 породица, 33 самца и пет удовица. Само су три муслимана, од који две занатлије насељеници. У средњем веку зна се да су постојале две цркве у Фочи. Једна на месту потоње Цареве џамије, а друга на десној обали Ћеотине, у тзв. Каурском пољу. У Фочи је 1501. године изграђена Царева џамија, на темељима цркве из 13. века. Археолошка истраживања на том локалитету била су 2013. године.
Фоча у 17. веку постаје златарски (кујунџијски) центар - Хоча. Ту 1664. године радионицу држи златар Михајло. Познат је златар Јован Хочанин из Фоче, који ради у околини. Кочанско „ладно оружије” (ножеви сабље) које се могло квалитетом поредити са цариградским (а било је боље од сарајевског) продавано је по целој Турској царевини. Омање барке су се са фочанском извозном робом спуштале низ Дрину, до Саве. Трговачки пут је ишао поред воде, преко Чајнича до Пљевља. У 17. веку била је у Фочи једна Виша турска школа.
У епској народној песми, узетој од Петра Мркајића, се „пева” да је аустријски цар - „ћесар” даровао неким мостарским јунацима браћи, Милошу - град Мостар, а Милинку - град Фочу.
Васо Ђуковић је објавио 1897. године епархијском листу, народно предање „Св. Саво у Фочи”. Св. Сава је обучен у просјака стигао у Фочу, пошто га нико није приметио преспавао је ноћ у једној башти, под јабуком у фочанском „Горњем пољу”. Због лепог сна благословио је Фочу и њену природу. Та башта је била 1897. године посед једног бега, који је и сам приповедао то предање.

### Хроника 19. века
Фоча је од давнина део „старе” Херцеговине, па и 1840. године. Ту се налазио један од 17 кадилука тј. окружних судова. Зове се Фочански кадилук, са градом Фочом, у којој турски паша пребива. Турски паша фочански звао се Алајбег Миљевина 1842. године.
У Фочи је парох био јеромонах Пахомије Докољац 1822. године. Постојала је 1847. године фочанска црква Св. Николе, у којој је тада чудом оздравио један болесник. Поп Ђорђе Продановић је био родом из Фоче, од оца Хаџи Јова. Школовао се у Дубровнику, где је научио сликати иконе, коричити књиге и друге уметничке вештине. Вратио се у Фочу и радио седам година као учитељ, и то у својој кући. Затим се оженио и запопио да буде фочански парох, негде око 1838. године. Када је умро 1864. године, његовог сина Вуколу је запопио 1866. године владика Прокопије Грк, да замени оца у парохији.
Вук Караџић је објавио у својој збирци српских народних песама, песму под називом: „Фоча и Фочанке”. У песми се описује лепота девојака Фочанки. У стиху, на речи Хасан-паше: „Фоча равна, не имаде града, ласно ће је ови поробити”. Капетан Јово Влаисављевић му на то одговара: „... У Фочи су до три града тврда, једно Дрина, друго Ћиотина, а трећи Црн врх планина”. У Фочанском кадилуку је 1849. године било седам православних свештеника и само четири цркве, а у самој Фочи (махали српској) био је један од три „митрополије” или „двора” - у ствари куће за владику. У Фочи је „седео” један од три херцеговачке муфтије. То су били школовани људи у Цариграду, постављени над богомољама и школама своје области.
Године 1847. за Фочу се каже у београдском научном часопису: "Фоча има 400 кућа, лежи на Дрини, и на обалама „Чаотине”,(Ћеотине) са малим делом на десној. Мало даље одавде на обронку леве обале Чаотине има неколико хришћанских кућа, које мухамеданци „пасјом махалом” зову". Насеље са истим називом помиње се у на Требевићу сарајевском. Херцеговачки владика Григорије изабран је 1855. године, и за кратко време унапредио је стање у епархији. У прилог тој тврдњи су његове заслуге за Фочу и Горажде. Он је добио 1856. године султанске фермане да гради православне цркве у тим местима. У Фочи иначе није под Турцима постојала никад никаква црква. У току лета 1856. године „ударио је цркви темељ”, али хтели су због тога фочански Турци да га убију, да није „утекао у Сарајево везиру”. „Те их везир ублажи, и прођу га се” и „црква веће до ћемера дувар докучује”. Купци једног српског календара били су 1860. године Фочаци, све трговци: Драго и Никола Глођаја (Глођајић!), Нико и Јово Јакшић, те Симо Аџивуковић. А у Трсту се бавио послом још један претплатник Херцеговац, Трифун Продановић из Фоче. Владика херцеговачки Григорије иначе Грк је 1856. године пренео своје седиште из Мостара у Фочу. Склонио се даље од присмотре мостарског Исак-паше. У Фочи је тада богати трговац Радован Глођаји, а свештеник - његов дужник, Тодор Соколовић, потомак племена старих Соколовића.
Из речника турско-српског из 1855. године, објављеног у Србији, може се видети ко су били писмени фочански становници. Ту драгоцену књигу коју је ширио Драго Глођаић трговац, купили су многи богати Фочаци - укупно 27 примерака ћириличне књиге. То су свештеници, трговци и занатлије - У Фочи „у Херцеговини” претплатили су се тада: исти Драго (5 егземплара), затим поп Теодор Соколовић парох, поп Веселин Косорић парох, Димитрије Глођаић трговац, Симо Тошовић трговац „за брата Ристу”, Алексије Јовичић трговац, Гавро Тукфеџић трговац и „љубитељ књижества”, Глигор Тошовић „кујунџи-баша” (главни златар), Мићо Еремић кујунџија „за сина Јова”, Гавро Зечевић трговац, Јово Кочевић терзија, Алекса Нешовић туфекџија, Јован Поповић ковач, Маријан Ћебовић трговац, Јово Лаћимић терзија, Тимотије Соколовић „за сина Симу”, Петар Јоксовић „за сина Симу”, Петар калајџија „за сина Вуколу”, Ристо Николић терзија, Василије Зечевић терзија, Илија Симоновић терзија и Тодор Зечевић трговац из Горажда.
Руски истраживач старина путописац Александар Гиљфердинг је прошао кроз Фочу у 2/2 19. века, и оставио сведочанство о тадашњим приликама у њој. Варош Фоча „на лепом месту стоји”, на обали реке Дрине. у Фочи као и целој нахији „мусломани” су у великој превази. У њој ће бити до 600 муслиманских кућа, и тек 69 православних кућа. Хришћани живе у особитој „махали”, која је од остале вароши удаљена. Међу њима има доста имућних трговаца. Цркве до сада (ту!) немају, и служба се служила под малим дрвеним наслоном, под којим је само свештеник места имао, а цео други народ стајао је под ведрим небом. Не давно су добили дозволу да могу цркву градити. Одмах је почеше зидати од белог камена, у име Св. Арханђела Михајла, али са недостатка нужних средстава то зидање јако споро иде, „и по свој прилици још ће млого времена проћи док се црква дозида”. У црквеном дворишту је недавно довршена зграда, коју „митрополијом” називају, и која је као што се чини херцеговачком архијереју намењена. Садашњи владика Григорије је јако заволео Фочу, и у њој дуже време проводи. У вароши Фочи није ништа особито видео. Фоча је била позната по производњи „хладног оружја”. Та фочанска „сребрна рађа” (рукотворине - ханџари и ножеви) била је чувена на Балканском полуострву. Ту су се у 19. веку ковали велики и мали ножеви, и просте сабље. Оружје „рађа” је било од дрвета, „урешено куцаним сребром” и то по „дивном старинском цртежу”. По војној процени из 1863. године „српска снага у Херцеговини” изгледа: Фоча на Дрини, има 100 села са 2500 војника.
У Мостарском санџаку, у Фочанској нахији пописан је православни народ 1865. године: има 798 кућа или фамилија са 3.945 мушких глава.
Град се временом развијао, профинио, па се променила слика о њему. Један путник лепше описује Фочу, онакву каква је била 1883. године. Каже да је Фоча сад врло лепа и сва у зеленилу. Ту су реке Дрина и Ћеотина, а пуна је воћњака, и то шљивика. Ћеотина сече град на две половине, и на њој је дрвени мост. Срби православни у граду имају своју православну цркву (Св. Николе), и доста добро уређену школу. У граду са околином има око 10.000 становника и то су углавном православци, док римокатолика нема. У Фочи се још увек израђује добро оружје. Фоча је описана 1883. године и у другом сомборском листу, од стране Фочанца, гимназијалца Риста Јеремића, желећи да упозна читаоце ђаке о српским крајевима. Фоча је пише он место на северу Херцеговине, положено на месту где се Ћеотина улива у Дрину. Тада има тачно 2.968 становника, од којих је само 600 православних Срба. Насеље је подељено на два дела: у Вароши на стрмим бреговима живе Срби православци, а у Фочи - у равници поред река су Срби мухамеданци. Трговина је искључиво у рукама православаца, а занатом се баве сви. Развијени су занати: терзије и кујунџије (Срби), затим јеменџије (праве црвене ципеле), кондурџије (ципелари), и чувени ножари. У Фочи је 18 махала (предграђа) муслимански и три српске. Муслимани имају 18 мошеја, од којих девет покривених оловом, у свакој махали по једна. Православни имају једну цркву коју је подигао народ 1857. године, и у којој служи шест свештеника. „Мухамеданци” имају шест школа тзв. мејтефа, у којој деца уче само о својој вери, из буквара и „ћитапа”. Православни Срби имају једну лепу школу са 50 ученика оба пола, које учи „хвале вриједни” учитељ Симо Трудић, родом из Србије. У Фочи постоје пошта и телеграф, народ чита једини дозвољени - „Сарајевски лист”, а до црногорске границе је пет сати хода.
Изглед места Фоче детаљно је приказала „Босанска вила” 1888. године, и то из пера фочанског учитеља Сулејмана Солоњанина. Ћехотина дели град на две половине: Горње и Доње поље. Десно од Ћехотине је Доње поље, у којем су делови, опет друго Доње поље, Алаџа и Љубовић. Лево од Ћехотине је Горње поље које чине опет Горње поље и Ортакол. На југу од Горњег поља је по подножју брда Околишта - српска варош. Испод те вароши је још једна турска махала звана Чеходар, са неколико кућа и џамијом. Северозападно од града је висока планина Кмур. Град има своју трговачку чаршију дводелну, где су дрвени дућани и пазариште, место где се суботом одржава пијаца. Највеће зграде у Фочи су три касарне (западна, јужна, источна), три џамије (Царева, Пашина, Алаџа) и православна црква. На крају горње чаршије је стара Сахат-кула, коју је подигао пре 200 година Мехмед-паша Кукавица. Најстарија зграда у месту била је тада кула Вејзалајбегова, за коју кажу „да је иза фета остала”!? и налази се у Ортаколу, код Шехове џамије. Српска народна школа отворена је 1886. године, а одавно постоји. Мектеби за муслиманску децу су отворени само зими. Постоје и две стручне занатске школе тзв. заводи. Један завод обучава младе за рад са дрветом, чији је управитељ Арсо Шундурика. Други завод учи младе да раде са гвожђем и костима, а њиме руководи Мустафа Летић. У Фочи је 1888. године било 17 џамија, од којих је најлепша Алаџа, украшена шарама унутра. Испред је шадрван а около муслиманско гробље, ограђено ниским каменим зидом.
Године 1898. описана је ко зна по који пут Фоча. Она лежи на десној обали Дрине, где се улива река Ћеотина у њу. Има 3.705 становника и 512 војника. Чело вароши зове се Застава, и одатле почиње стара варош све поред Дрине до ушћа Ћеотине. Идући од Заставе ниже ка Гацку, је оборени мост на Дрини. То су учинили Турци када су се повлачили, пред окупацију од стране Аустроугарске. Град је познат по кожама, овчијим и козијим које се ту израђују, и до 80.000 комада годишње. Ножарство као занат ту почиње да слаби. Уз Дрину ка Устиколини успева леп дуван. Епархијски избори у захумско херцеговачкој епархији у Фочи 1905. године. Изабрани посланици свештенички, Јосиф Кочовић, а световни: Василије Кујунџић и Тодор Хаџи Вуковић.
Српску православну цркву у Фочи и њен иконостас је 1902. године осликао Василије Ђиновски. Он је дошао из Подгорице, али родом је био из Дебре. Позната су још двојица иконописаца Ђиновски, који су из Дибре и његови сродници. У Фочанском протопрезвитерату је крајем 1904. године место Фоча са још 35 околних села. У Фочанској парохији је једна црква, има 373 кућа у којима живи 2.683 православца. Када је реч о становништву за 1904. годину: рођено је 120 деце, венчано 20 брачних парова, а умрло 78 особа.
Једна од три српске школе херцеговачке је била у Фочи, а похађало ју је 30 ђака. Поп Петар Петровић се родио у Фочи 1840. године, а умро 1892. године у Сарајеву. После школовања у Београду, био је српски учитељ у Фочи 1866—1868. године. Маја 1884. године огласом је тражен српски учитељ да ради у Фочи. Следовали су му годишња плата од 500 ф. и стан, а који су брига месног Школског одбора. Две године касније, у лето 1886. године тражен је други учитељ у Фочи, за рад са 3. и 4. разредом. За исте услове од раније, учитељ је био у обавези да децу учи и црквено појање. Следеће 1887. године расписан је стечај за српског учитеља али сад за сва четири разреда, за плату од 600 форинти. Реч је о православној српској мушкој школи коју похађа 50 дечака. Фочанска српска школа је 1899. године расписала конкурс за учитеља и учитељицу. Разликовали су се у понуђеној плати: учитељу 600 форинти, а учитељици 400 форинти; и још стан, огрев и врт. 1904. године ради једна српска православна школа са два учитеља, није записан број ученика. У месту је постојала и једна државна комунална школа, са четири учитељске снаге, а наставу у њој је похађало 11 православних ђака.
Римокатоличка црква у Фочи је подигнута 1901. године. Њен пројектант је био сарајевски архитекта Јозеф Ванцас. Скица катедрале је објављена у немачком стручном гласилу, те године.

### Културна историја
Једну страну биографску књигу преведену на српски језик набавио је 1830. године у „Рагужи” (Дубровнику) „купец” Георгије Продановић родом из Фоче. Било је 1855—1856. године у Фочи, претплатника српског листа из Беча. Хроничар друштвеног живота Фоче био је у последњој деценији 19. века, млади учитељ Марко Поповић, који је редовно слао дописе српским листовима, потписујући се са „Родољуб”. Прво Српско црквено певачко друштво у Фочи, основао је 1887. године тадашњи учитељ Саво Пјешчић. Престало је оно међутим са радом, после само годину дана, због неслоге. Нови учитељ Марко Поповић је поново покренуо питање певачког друштва, које је требало да има и своју књижницу, у једној од учионица школских. Изабран је затим оснивачки одбор под председништвом Тода Туфекџића, да оснује и региструје ново стално певачко друштво у Фочи, током 1889. године. Певачко друштво је заиста и основано, уписало се у њега одмах 22 члана утемељивача, и после још 19 помажућих и 17 извршујућих чланова. На челу се налазио Управни одбор са председником Јовом Јеремићем, потпредседником Васом Кујунџићем, перовођом Марком Поповићем, благајником Тодором Хаџи Вуковићем, док је хоровођа био Владо Глођајић. У Фочи су тамошњи Срби приредили о Савиндану 1890. године добротворну Светосавску беседу у корист „Школског фонда”. Било је гостију са свих страна, нарочито трговаца - из Трста, Дубровника, Мостара, Требиња, Сарајева, Ужица и околине, а скупљено је чист приход 226 форинта и 62 новчића. Међу значајнијим гостима из саме Фоче, вреди поменути: Витеза Мирона Зарзицког „котарског престојника” (среског начелника), Тодора Шарунца генералмајора, Леа Магера народног лекара, Марка Радојевића капетана, свештенике - Гавра Драговића, администратора Риста Кочовића, Ника Поповића, Тодора Кандића и Пантелејмона Соколовића, затим Фрања Трупкијевића судију, Авдагу Муфтића начелника, те више официра и трговаца. Бројним приложницима захвалио се преко српског листа један од приређивача, учитељ Марко Поповић. Светосавска беседа је приређена и следеће 1891. године, али приход је био скромнији, само 125 форинти и то од улазница. Објавио је 1894. године у Новом Саду, приповетку „Све за народ”, ђакон и учитељ Марко С. Поповић „Родољуб”, трошком владике дабробосанског Георгија. Учитељ Марко је од 1889. године, читаву деценију стални сарадник црквених листова, у којима поред дописа из Фоче, објављује и своје песме, говоре, проповеди или описује црквене старине. Приређена је у Фочи јануара 1892. године добротворна „Милутиновићева забава”, на којој је учествовало тамошње Српско пјевачко друштво. Основано је пред крај 19. века - 1894. године у месту Дружина православних Срба „Побратимство”, из којег ће проистећи „Друштво антиалкохолиста”, које се борило против употребе алкохолних пића. „Побратимство” је након шест година, тек 1900. године добило званичну дозволу за рад. За Фочу се говорило 1898. године „то је последња станица где су потпуно одомаћени србијански обичаји, играње и певање”. Када је митрополит посетио Фочу 1898. године у цркви је певало Српско-православно мешовито певачко друштво, под хоровођом поп Јосифом Кочовићем. Он је тада постављен за окружног протопрезвитера и додељено му је право ношења црвеног појаса.

### Први светски рат
Средином августа 1914. године ухапшено је 180 Срба у Фочи од стране аустроугарске војске. Од њих је пресудом Војног преког суда стрељано у Фочи 71 лице, а 24 особе су интерниране у Арад. Старци, жене и деца су се из Фоче и среза током лета 1914. године повукли са црногорском војском, бојећи се одмазде. Од краја децембра 1915. године кренуле су интернације српске нејачи у горњу Аустрију, у логоре. Ту је умрло око 2.000 Срба интернираца, углавном жена и деце, услед зиме, глади и болести.
Српске трупе, Краљевине Србије и Краљевине Црне Горе ослободиле су Фочу 9. септембра 1914. године.

### Међуратни период
У време Краљевине СХС фочански срез је припадао Сарајевској области, која је 1929. ушла у састав Дринске бановине, међутим Фоча је додељена Зетској.
Новембра 1922. године задесила је град велика поплава Дрине, која је однела велики дрвени мост на Дрини. Споменик Краљу Петру је откривен 14. јуна 1925. Народ се исељавао тих година из града и околине, због одсечености од света, лоших путева и мостова.
Године 1928. пробијен је тунел на шумској жељезничкој прузи између Миљевине и Фоче.
Отворена је за саобраћај траса жељезничке пруге Устипрача-Фоча, 17. септембра 1939. године. Била је то важна веза са Сарајевом и Србијом.

### Други свјетски рат

#### Усташка офанзива 1942. и злочини
Независна Држава Хрватска је у марту 1942. године организовала велику усташку офанзиву на подручју Олова, Сарајева, Кладња, Калиновика, Фоче, Хан Пијеска, Романије, Сокоца, Рогатице и Борика, са намјером да помјери границе Независне Државе Хрватске до Дрине, и масовним геноцидом уништи српско становништво на овом подручју. У селима Стари Брод и Милошевићи, усташе Црне легије, под командом Јуре Францетића, су убиле 6.000 српских цивила.

#### Битка за Фочу
Напади четника на Фочу почели су још 13. јуна, када ово место напуштају Италијани а запоседају усташе, али су одбијани све до 20. августа према немачким, односно 19. августа према четничким изворима. На Преображење, 19. августа 1942. преко заравни четници предвођени капетаном Николом Бојовићем су напали Фочу и заузели је од усташа. Известан број усташа, међу којима и 160 рањених, успео је да се повуче до Горажда. Неколико дана потом усташе се повлаче и из Горажда и Устиколине, без борбе, тако да је великом борбом у Фочи ослобођен читав тај крај.

#### Злочин у Фочи 1945.
У области Фоче, Миљевине и Калиновика у мају 1945. године је ликвидирано 22.000 ненаоружаних српских младића који су 1944. године били мобилисани у састав Југословенске војске у отаџбини. Починиоци злочина су били припадници СС Ханџар дивизије, а жртве су били ненаоружани српски младићи углавном из Шумадије. У овим масовним ликвидацијама је страдао и велики број српског свештенства, а према свједочењима преживјелих, „Дрина је била пуна српских лешева“. Велики број од 22.000 масовно ликвидираних Срба је осим у ријеку Дрину бачен и у јаму Понор код Фоче, која је након завршетка рата затрпана јеловом грађом из оближњег рудника, како би се зауставио смрад распадајућих тијела који је долазио из јаме Понор.

### Одбрамбено-отаџбински рат
Припадници Вишеградске бригаде Армије БиХ у селу Горња Јошаница код Фоче децембра 1992. починили су ратне злочине над углавном српским цивилима. Свирепо је убијено 56 људи, од којих 21 жена и троје деце. За ове злочине је оптужено шест особа, тек крајем 2022. године.
По истраживачко документационом центру нестало или убијено је 2.707 људи на територију општине Фоча. Успостављени су логори у којима је стотине жена силовано. На крају рата око 10 муслимана је остало.
Многи српски официри и војници су због тога осуђени пред Хашким трибуналом. Етничко чишћење Фоче трајало је у периоду од 7. априла 1992. до јануара 1994. у којем је протерано 22.000 лица муслиманске вероисповести.

## Култура
У Фочи се налазе Градско народно позориште Фоча, Музеј Старе Херцеговине и Српска централна библиотека „Просвјета”.

## Спорт
Фоча је сједиште фудбалског клуба Сутјеска.

## Становништво
|             | 2013.           | 1991.           | 1981.           | 1971.           |
| Укупно      | 11 237 (100,0%) | 14 335 (100,0%) | 11 530 (100,0%) | 9 257 (100,0%)  |
| Срби        | 10 939 (97,35%) | 7 901 (55,12%)  | 5 663 (49,12%)  | 4 148 (44,81%)  |
| Бошњаци     | 83 (0,739%)     | 5 526 (38,55%)1 | 4 414 (38,28%)1 | 4 309 (46,55%)1 |
| Црногорци   | 74 (0,659%)     | –               | 632 (5,481%)    | 514 (5,553%)    |
| Хрвати      | 37 (0,329%)     | 74 (0,516%)     | 87 (0,755%)     | 152 (1,642%)    |
| Неизјашњени | 28 (0,249%)     | –               | –               | –               |
| Остали      | 25 (0,222%)     | 522 (3,641%)    | 49 (0,425%)     | 77 (0,832%)     |
| Словенци    | 12 (0,107%)     | –               | –               | –               |
| Непознато   | 12 (0,107%)     | –               | –               | –               |
| Југословени | 8 (0,071%)      | 312 (2,176%)    | 677 (5,872%)    | 50 (0,540%)     |
| Муслимани   | 7 (0,062%)      | –               | –               | –               |
| Православци | 5 (0,044%)      | –               | –               | –               |
| Роми        | 3 (0,027%)      | –               | –               | –               |
| Македонци   | 2 (0,018%)      | –               | –               | –               |
| Босанци     | 2 (0,018%)      | –               | –               | –               |
| Албанци     | –               | –               | 8 (0,069%)      | 7 (0,076%)      |

1. 1 На пописима од 1971. до 1991. Бошњаци су пописивани углавном као Муслимани.

|             | \| Демографија[60] \| Демографија[60] \| Демографија[60] \| \| Година \| Становника \| Становника \| \| --------------- \| --------------- \| --------------- \| \| 1971. \| 9.257 \| \| \| 1981. \| 11.530 \| \| \| 1991. \| 14.335 \| \| \| 2013. \| 11.237 \| \| |            |
| Демографија | |            |
| Година      | Становника | Становника |
| 1971.       | 9.257 |            |
| 1981.       | 11.530 |            |
| 1991.       | 14.335 |            |
| 2013.       | 11.237 |            |